# (115326) Wehinger
(115326) Wehinger est un astéroïde de la ceinture principale.

## Description
(115326) Wehinger est un astéroïde de la ceinture principale. Il fut découvert le 29 septembre 2003 à l'Observatoire Junk Bond par David Healy. Il présente une orbite caractérisée par un demi-grand axe de 2,76 UA, une excentricité de 0,18 et une inclinaison de 2,9° par rapport à l'écliptique.

## Compléments